# Уборки
Убо̀рки (на беларуски: Уборкі) е село в централна Беларус, част от Пухавички район на Минска област.
Разположено е на 177 метра надморска височина на Минското възвишение, на 44 километра югоизточно от Минск и на 96 километра северозападно от Бобруйск.

## Известни личности
Родени в Уборки
- Аполинарий Горавски (1833 – 1900), художник